# Gare de Manseibashi
La gare de Manseibashi (万世橋駅, Manseibashi-eki) désigne deux anciennes gares ferroviaires situées toutes deux dans l'arrondissement de Chiyoda à Tokyo, Japon. L'une d'entre elles était une gare de chemin de fer sur la ligne principale Chūō des Chemins de fer gouvernementaux japonais, tandis que l'autre était une station de métro dans le réseau du métro de Tokyo.
Les deux gares de Manseibashi furent fermées en 1943, bien que des trains et des wagons de métro continuent de les traverser. Ces stations tirent leur appellation du pont voisin, Manseibashi. La gare ferroviaire se situait sur la rive sud de la rivière Kanda, tandis que la station de métro se trouvait sur la rive nord. Le secteur au nord du pont est renommé « ville électrique d'Akihabara ». Certains amateurs de chemins de fer ont affectueusement désigné la gare de Manseibashi sous le nom de « la gare fantôme »,.

## Gare ferroviaire gouvernementale
L'ancienne gare de Manseibashi, autrefois située dans l'arrondissement de Kanda (actuellement intégré à l'arrondissement de Chiyoda), se trouvait sur la ligne principale Chūō des chemins de fer du gouvernement japonais. Elle était positionnée entre la gare d'Ochanomizu et la gare de Kanda.

### Histoire

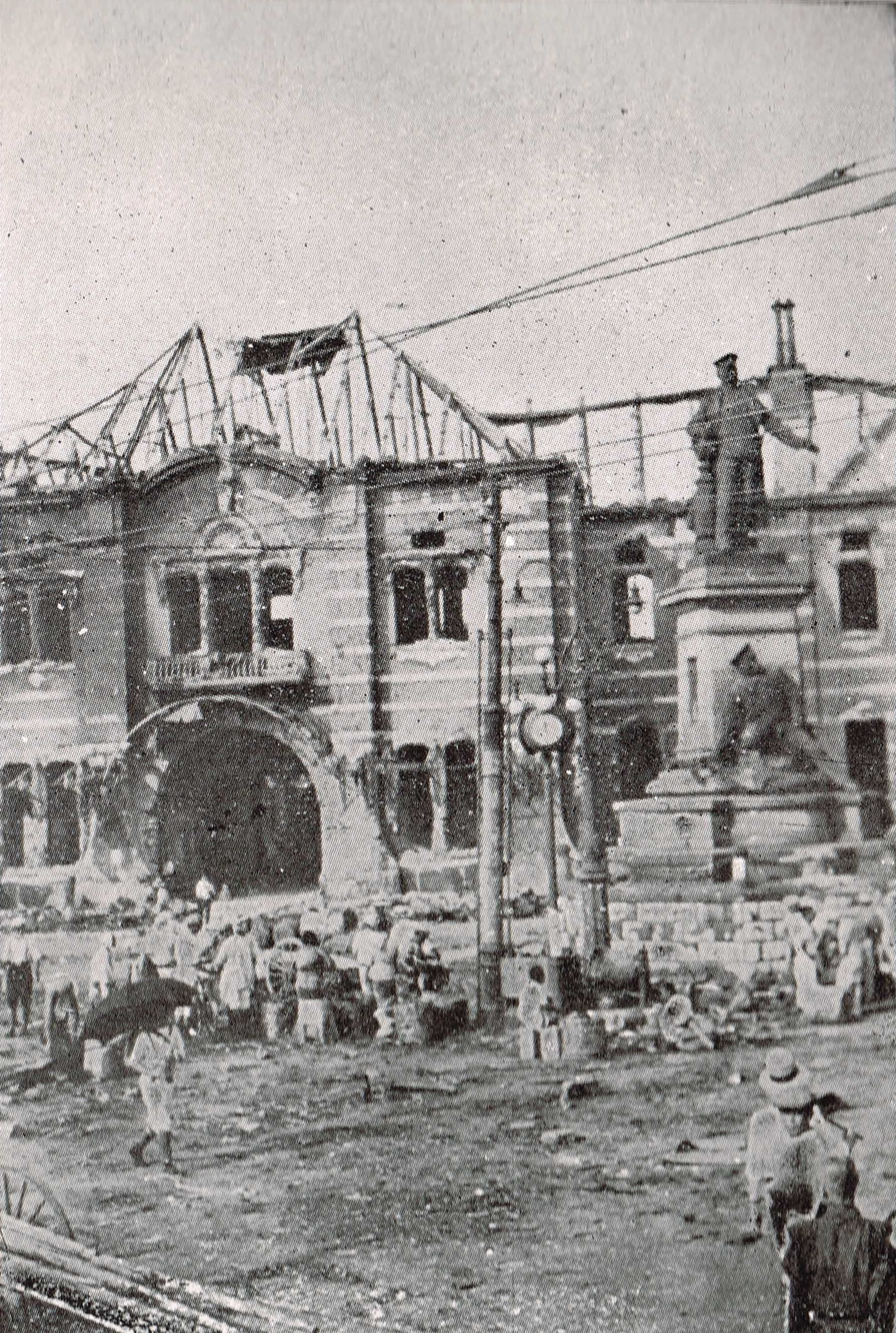
La façade de la gare totalement détruite après le grand tremblement de terre de Kantō de 1923.

Le chemin de fer Kōbu, reliant Tachikawa à Shinjuku, fut inauguré le 11 avril 1889. Cette ligne fut graduellement étendue vers l'est, en direction du cœur de Tokyo, et elle fut intégrée au réseau national le 1er octobre 1906. Ultérieurement, la ligne fut prolongée jusqu'à la gare de Manseibashi, inaugurée le 1er avril 1912, et demeura le terminus oriental de la ligne pendant une période de sept ans.
Le premier édifice de la gare a été créé par l'architecte Tatsuno Kingo, avec un style inspiré de l'architecture de la gare d'Amsterdam Centraal, et a influencé également la conception ultérieure de la gare de Tokyo, qui fut inaugurée deux années après. Une statue de Takeo Hirose a été érigée en face de cet édifice ferroviaire.
Après l'inauguration de la gare de Tokyo en 1914, Manseibashi a continué de fonctionner en tant que terminus est de la ligne principale Chūō jusqu'au 1er mars 1919, date à laquelle la ligne fut prolongée et la gare de Kanda ouverte. Le séisme majeur de Kantō de 1923 a détruit le bâtiment original de la gare, qui a été remplacé par une structure plus simple. La statue d'Hirose, quant à elle, est demeurée intacte.
En 1925, le chemin de fer surélevé reliant les gares d'Ueno et d'Akihabara a été inauguré pour le transport des passagers. Cette nouvelle liaison a eu pour effet de réduire le nombre de voyageurs transitant par la gare de Manseibashi, située à proximité des stations d'Akihabara et de Kanda. Le 26 avril 1936, la gare de Manseibashi a accueilli l'installation d'un musée ferroviaire, ce qui a précédé la réduction du bâtiment de la gare en novembre 1936. La fermeture officielle de la gare a été décrétée le 1er novembre 1943, suivie de la démolition complète de son édifice. Après la Seconde Guerre mondiale, la statue présente sur les lieux a été retirée.

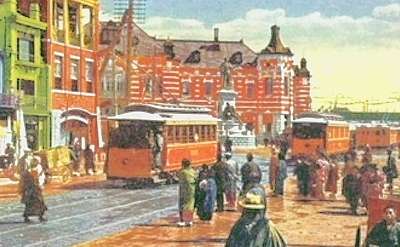
L'image présente la Station JGR Manseibashi dans son état original. Le point de vue est orienté vers le nord-est, capturant les tramways circulant dans la rue. La ligne principale Chūō est située le long de la rivière, en grande partie dissimulée derrière les édifices environnants. Elle devient visible derrière le bâtiment de la gare et se dirige vers Kanda à l'est (à droite) de l'image. Cette scène permet de dater la photographie entre le début de 1919 et septembre 1923.
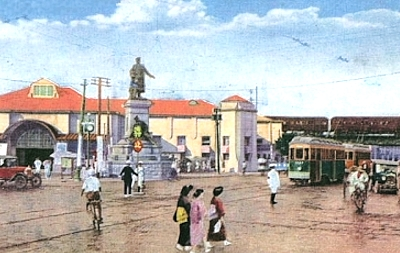
La gare JGR Manseibashi a été reconstruite après le grand tremblement de terre de Kantō de 1923. Sur cette image, regardant presque plein nord, un train sur la ligne est également montré.

### Fermeture et réaménagement
La voie ferrée traverse toujours le site et est occasionnellement utilisée pour le stationnement des trains. Initialement connu sous le nom de Musée ferroviaire de Tokyo, le musée a été rebaptisé Musée des transports en 1971. Il a maintenu ses activités sur ce site jusqu'en 2006, année où il a été réorienté exclusivement vers les chemins de fer et transféré à Saitama, Saitama, prenant alors le nom de Musée ferroviaire.
En juillet 2012, les travaux de réaménagement du site ont débuté. La structure originale en briques rouges a été intégrée comme élément fondamental d'un nouveau complexe de bureaux et de commerces. L'inauguration de ce complexe est programmée pour l'été 2013. JR East a également aménagé des terrasses et une cafétéria sur le quai, tout en ouvrant des boutiques sous le pont adjacent.

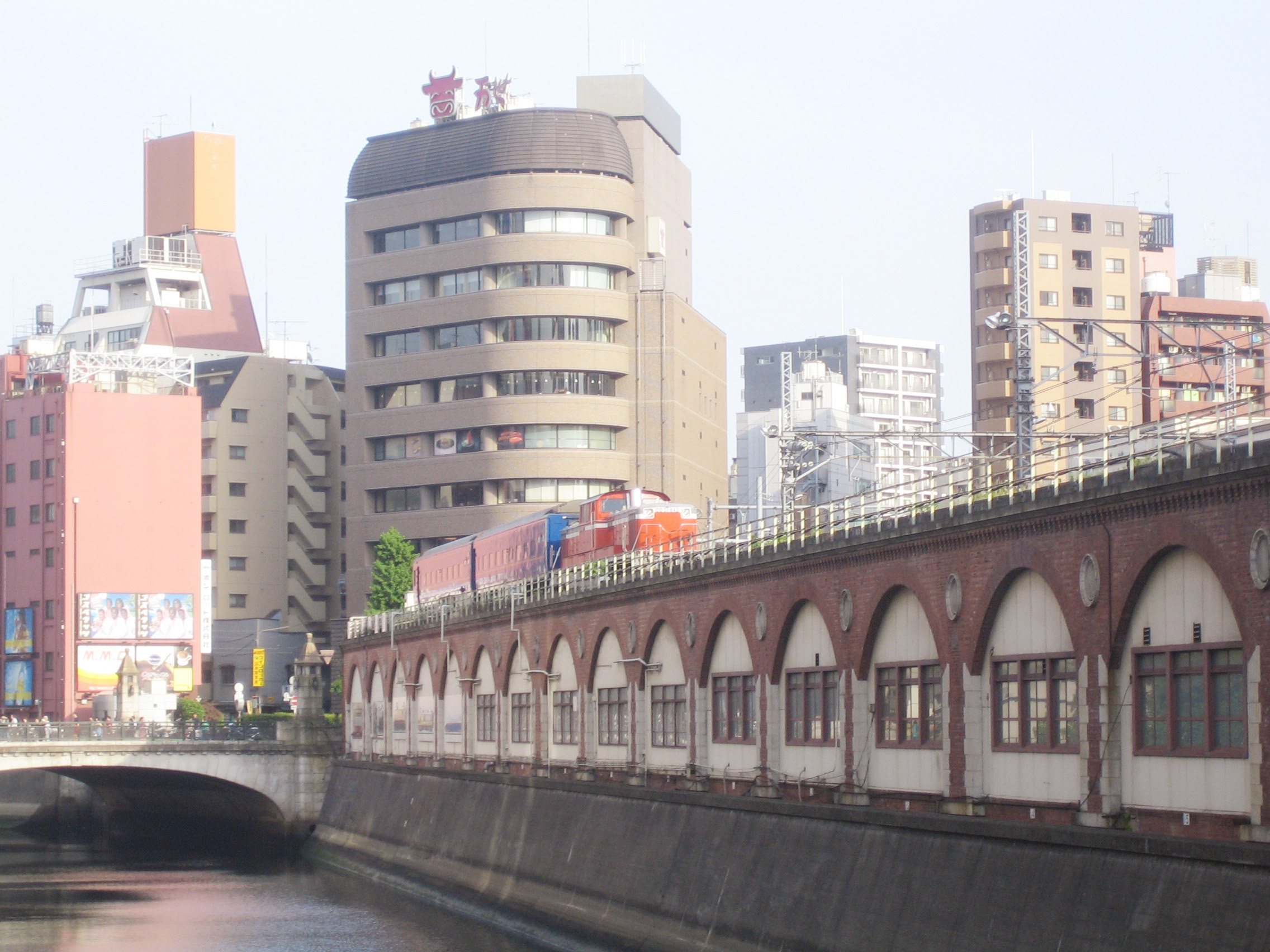
Pont Mansei en 2006, vue vers le sud-est depuis le prochain pont routier
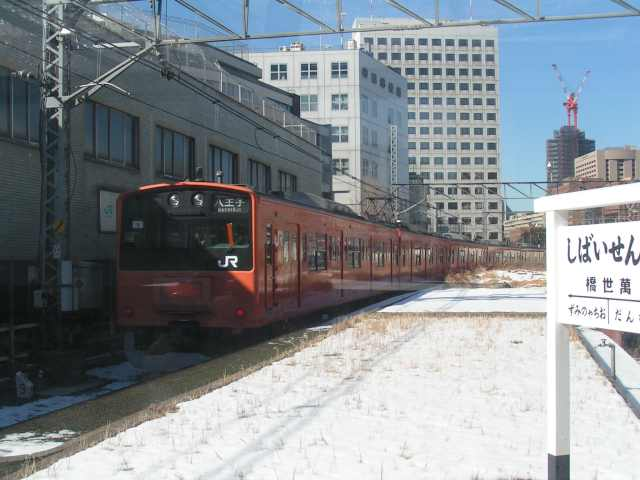
Manseibashi en 2006, regardant vers l'ouest en direction de la gare d'Ochanomizu
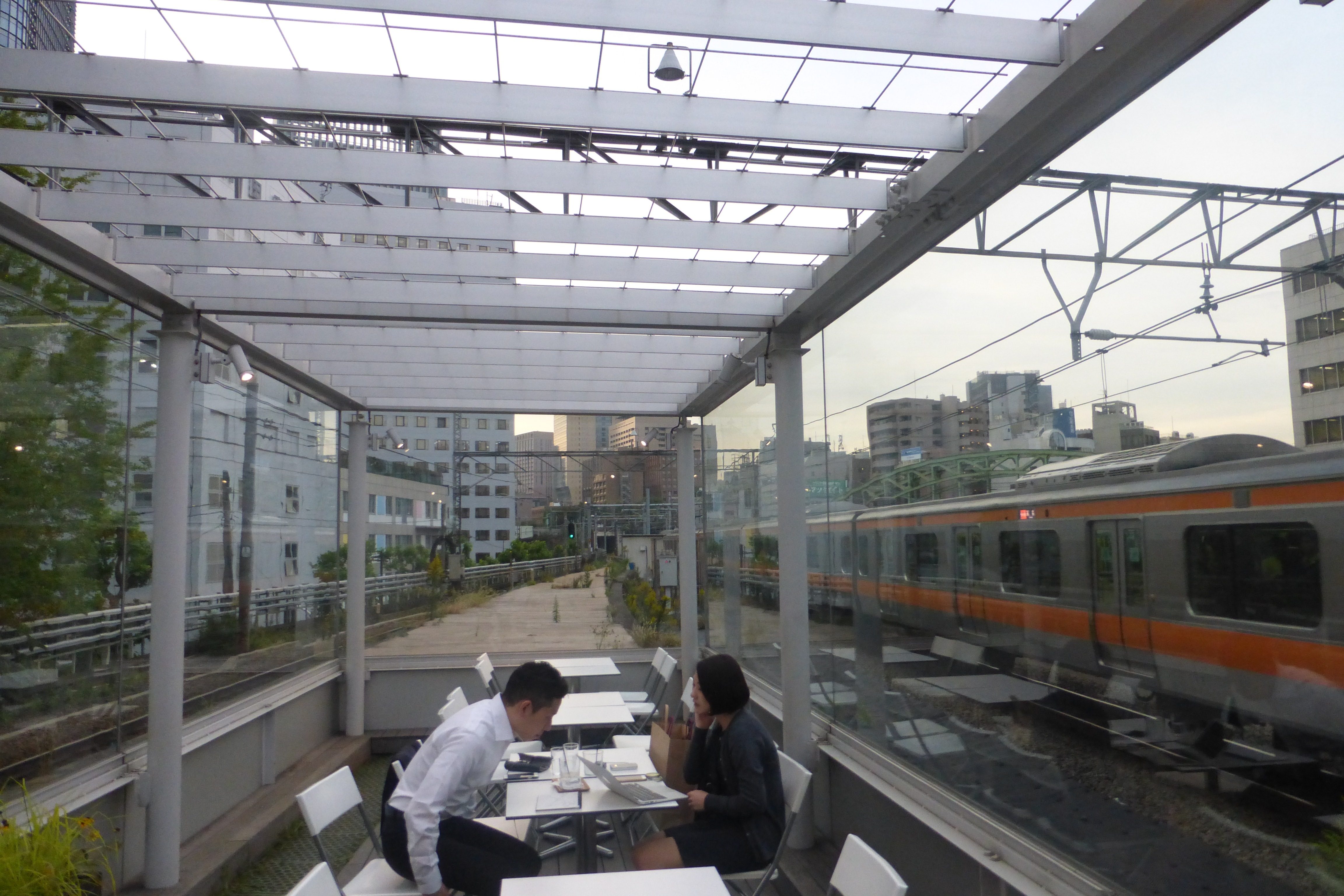
Plateforme réménagée avec restaurant, 2016

## Station de métro

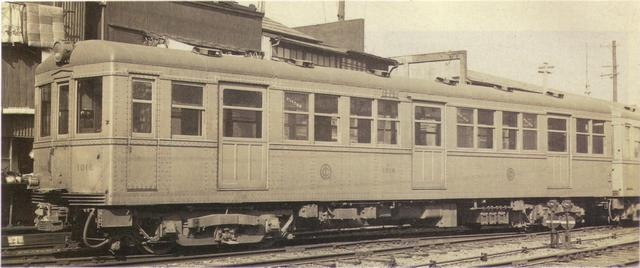
L'un des trains originaux « Type 1000 » circulant sur la ligne du métro de Tokyo depuis Manseibashi

La station de métro Manseibashi était située sur l'actuelle ligne Tokyo Metro Ginza, positionnée entre les stations Kanda et Suehirochō. Elle se trouvait dans l'ancien quartier de Kanda, à l'opposé de la rivière Kanda par rapport à la gare JGR.

### Histoire
La ligne de métro reliant Ueno à Asakusa, inaugurée en 1927, a été étendue vers le sud. Lorsque cette extension a atteint la rivière Kanda, une station temporaire de métro a été mise en service à Manseibashi le 1er janvier 1930. Cependant, cette gare a fermé à nouveau le 21 novembre 1931, car la ligne avait été prolongée au-delà de la rivière Kanda jusqu'à la gare de Kanda elle-même.

### Situation actuelle

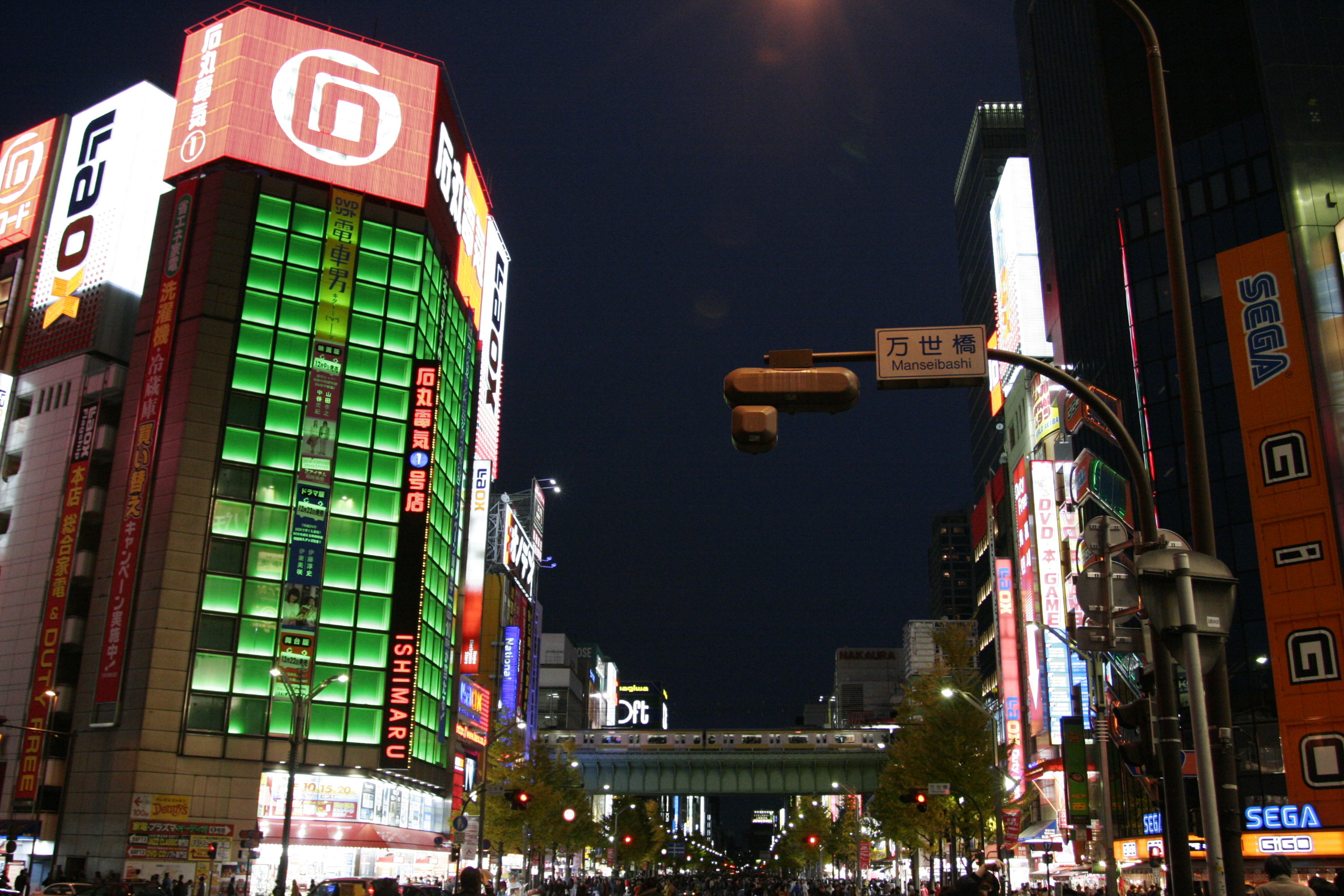
L'accès aux ruines de l'ancienne station de métro Manseibashi est situé devant le magasin numéro 1 du centre commercial Ishimaru, sur la gauche. Le carrefour à cet emplacement est nommé Manseibashi, en référence au pont portant ce nom (panneau situé au centre-droit).

La station de métro ancienne demeure fermée au public depuis 2007. Toutefois, elle continue de servir en tant que puits de ventilation, sortie de secours et point d'accès pour la maintenance de la ligne de métro correspondante. Située sous une grille sur le trottoir d'Akihabara, quartier réputé de Tokyo surnommé la « ville électrique », elle constitue une importante zone commerciale spécialisée dans l'électronique grand public, les loisirs électroniques, les mangas et les anime. En 2015, la série animée RahXephon a représenté cette station dans certaines de ses scènes clés, la montrant restaurée et modernisée.